# أحمد السلمان
أحمد السلمان (16 مارس 1962 -)، ممثل ومخرج كويتي.

## عن حياته
ولد في منطقة شرق عاش فيه فترة الطفولة خلال الستينات، ومن ثم انتقل إلى منطقة الدعية، وفيها التحق بالمدرسة وهو في السابعة من عمره بعد انتهائه من مرحلتي الابتدائي والمتوسط، انتقل إلى «ثانوية يوسف بن عيسى» في منطقة ضاحية عبد الله السالم. إنتسب عام 1982 إلى المعهد العالي للفنون المسرحية في منطقة الشامية وتخرج منه عام 1986. بروزه كان في مشاركته في مسلسل جرح الزمن من تأليف فجر السعيد، على الرغم من حضوره المكثف في الأعمال الفنية المسرحية والدرامية، كما يعمل مخرجاً في الإذاعة في وزارة الإعلام.

### معاناته مع المرض
عانى خلال عشر سنوات من مرض المرارة، حيث حرم من أكل بعض الأكلات كاللحوم طيلة فترة مرضه، إلى أن تم إجراء عملية لاستئصال المرارة وتعافى منها في عام 2010. كما تعرض إلى جلطة في القلب في عام 2017.

### المناصب
منذ عام 2002 وهو يشغل منصب رئيس «مجلس إدارة المسرح الكويتي».

## أعماله

### في التلفزيون
- ازعاج.
- مخلط 90.
- الخروج من الهاوية.
- الانحراف.
- قاصد خير.
- ارضنا الطيبة.
- زارع الشر.
- حوش المصاطب.
- طيور الجوارح.
- صالح تحت التدريب.
- سفينة الأحلام.
- الطير والعاصفة.
- بو هباش.
- نشمي - سهرة تلفزيونية.
- طير الخير.
- الناس أجناس.
- القرار الأخير.
- اثنان على الطريق.
- بو قلبين.
- آهات.
- الصحيح ما يطيح.
- زمان الإسكافي.
- سينمائيات - برنامج.
- بيت الوالد.
- الموذي.
- حكايات كويتية.
- سوق المقاصيص.
- سلامتك.
- بيت بلا أبواب.
- الخطر معهم - الجزء الأول والثالث.
- جرح الزمن.
- دموع الشارع.
- صالح وطالح.
- سر الحياة.
- الشريب بزة.
- بقايا أمل.
- عائلة ابيض وأسود.
- ثمن عمري.
- دار الفلك - مسلسل إذاعي.
- الحريم.
- الاخطبوط.
- ان فات الفوت.[5]
- آه يا زمن.
- فريج صويلح.
- عذاري.
- نقطة تحول.
- عتيج الصوف.
- ابن النجار.
- زارع المشموم.
- شبابيك - برنامج.
- راح اللي راح.
- حبل المودة.
- تاكسي تحت الطلب.
- جمانة.
- الأخ صالحة.
- كاني وماني.
- عرس الدم.
- لحظة ضعف.
- درويش.
- حراير.
- عائلتي.
- عيني عينك - برنامج.
- بعد منتصف الخوف.
- الفطين.
- سقوط الأقنعة.
- الحب الكبير.
- أيام تحفة.
- موزه ولوزه.
- الظل الأبيض.
- البلشتي.
- كريمو.
- عمر الشقا.
- البلشتي.
- خارج الأسوار.
- للحب زمن آخر.
- 2 في الإسعاف.
- الدخيلة.
- سيدة البيت.
- مجموعة إنسان.
- وطن النهار.
- طاح الجمل.
- أبو الملايين.
- ماي عيني.
- محال.
- إلين اليوم.
- العمر لحظة.
- العافور.
- قابل للكسر.
- بين قلبين.
- حريم بو سلطان.
- روتين.
- يجيب الله مطر.
- انتقام مشروع.
- عداني العيب.[6][7]

### في المسرح
- الصيدة بلندن
- إحنا شباب الديسكو.
- صحن زلاطة.
- المدرسة العجيبة.
- مخروش طاح بكروش.
- لن أعيش في جلباب زوجتي.
- البيت المسكون.
- فرجان.
- الخيران رايح جاي.
- قصر الرعب.
- زكريا حبيبي.
- قناص خيطان.
- أوه يالكرة.
- حب في الفلوجة.
- على الطاير.
- ياواش ياواش.
- قرقيعان.
- شارع الحب.
- البيت المسكون3.

## روابط خارجية
- أحمد السلمان على موقع قاعدة بيانات الأفلام العربية